# Lepanthes aprina
Lepanthes aprina là một loài thực vật có hoa trong họ Lan. Loài này được Luer & L.Jost mô tả khoa học đầu tiên năm 1999.